# Walter Müller (Biathlet)
Walter Müller (* 16. April 1940 in Innsbruck; † 10. Juni 1966 am Sulzenauferner, Tirol) war ein österreichischer Biathlet.
Nach seiner Schulzeit begann Müller eine kaufmännische Lehre, meldete sich aber schon bald freiwillig zum Militär, wo er mit dem Skilanglauf begann. Anfang der 1960er-Jahre wechselte er zur Zollwache und erzielte bei internationalen Zollmeisterschaften gute Leistungen im Patrouillenlauf, worauf er fortan bei den Biathleten startete. Müller nahm an der Biathlon-Weltmeisterschaft 1963 in Seefeld in Tirol teil und wurde dort 14. des Einzels. Höhepunkt der Karriere wurde die Teilnahme an den  Olympischen Winterspielen 1964 in seiner Heimatstadt Innsbruck, wobei die Biathlonwettbewerbe wiederum in Seefeld ausgetragen wurden. Müller erzielte als zweitbester Österreicher den 34. Platz. Nachdem er im Winter 1964/65 keine größeren internationalen Wettkämpfe bestritten hatte, nahm er 1966 nochmals an den Biathlon-Weltmeisterschaften teil, die in Garmisch-Partenkirchen ausgetragen wurden. Im Einzel belegte er den 27. Platz und wurde mit Horst Schneider, Adolf Scherwitzl und Paul Ernst im erstmals im Rahmen des offiziellen Wettbewerbs ausgetragenen Staffelwettkampfes Achter. Am 10. Juni 1966 wurde Müller am Sulzenauferner in den Stubaier Alpen während des Trainings von einem Schneebrett erfasst. Er stürzte in eine Gletscherspalte und konnte nur noch tot geborgen werden.